# Rifugio Don Barbera
Il rifugio Don Barbera è un rifugio collocato a 2079 m s.l.m. nella catena delle Alpi del Marguareis.

## Storia

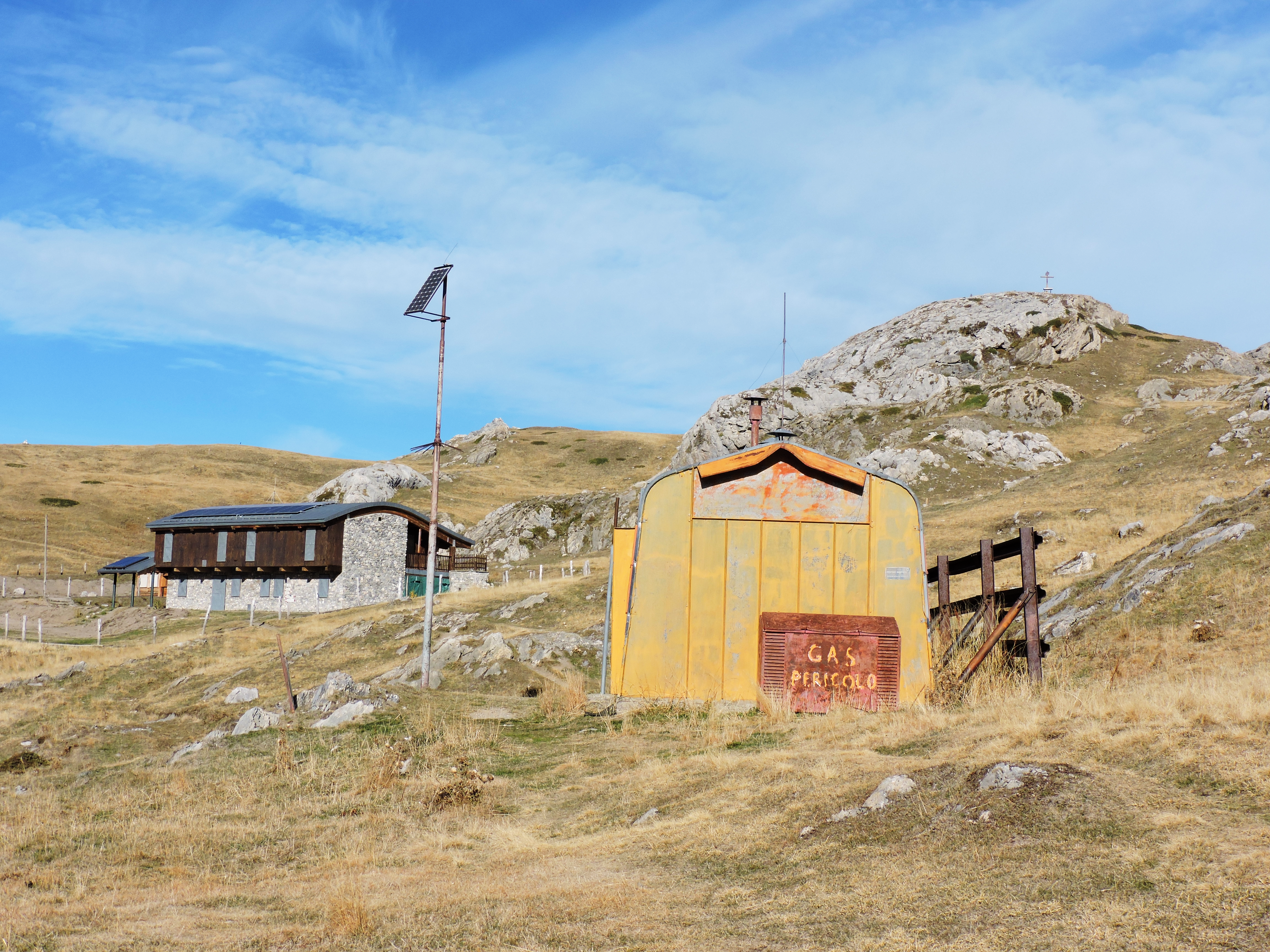
Vecchio e nuovo edificio

Il rifugio è dedicato alla memoria di Don Umberto Barbera (20 dicembre 1883 - 13 maggio 1946), un sacerdote e insegnante attivo ad Albenga nel campo della formazione giovanile e dello scautismo. Appassionato alpinista ed escursionista, frequentò la montagna realizzando ascensioni anche piuttosto impegnative come quelle al Bianco, al Cervino, al Rosa, al Gran Paradiso, alla Marmolada etc. Ad Albenga gli sono state intitolate anche una scuola primaria e una biblioteca.
La costruzione originaria venne realizzata nel 1966 dalla sezione CAI di Albenga. Il rifugio fu gravemente danneggiato da una slavina nel 1972 ma venne riparato e ampliato. Nel 2005, a brevissima distanza dal vecchio rifugio, venne realizzato, a cura dall'ente di gestione del Parco del Marguareis, un nuovo edificio più moderno e capiente, inaugurato nel 2006.

## Caratteristiche

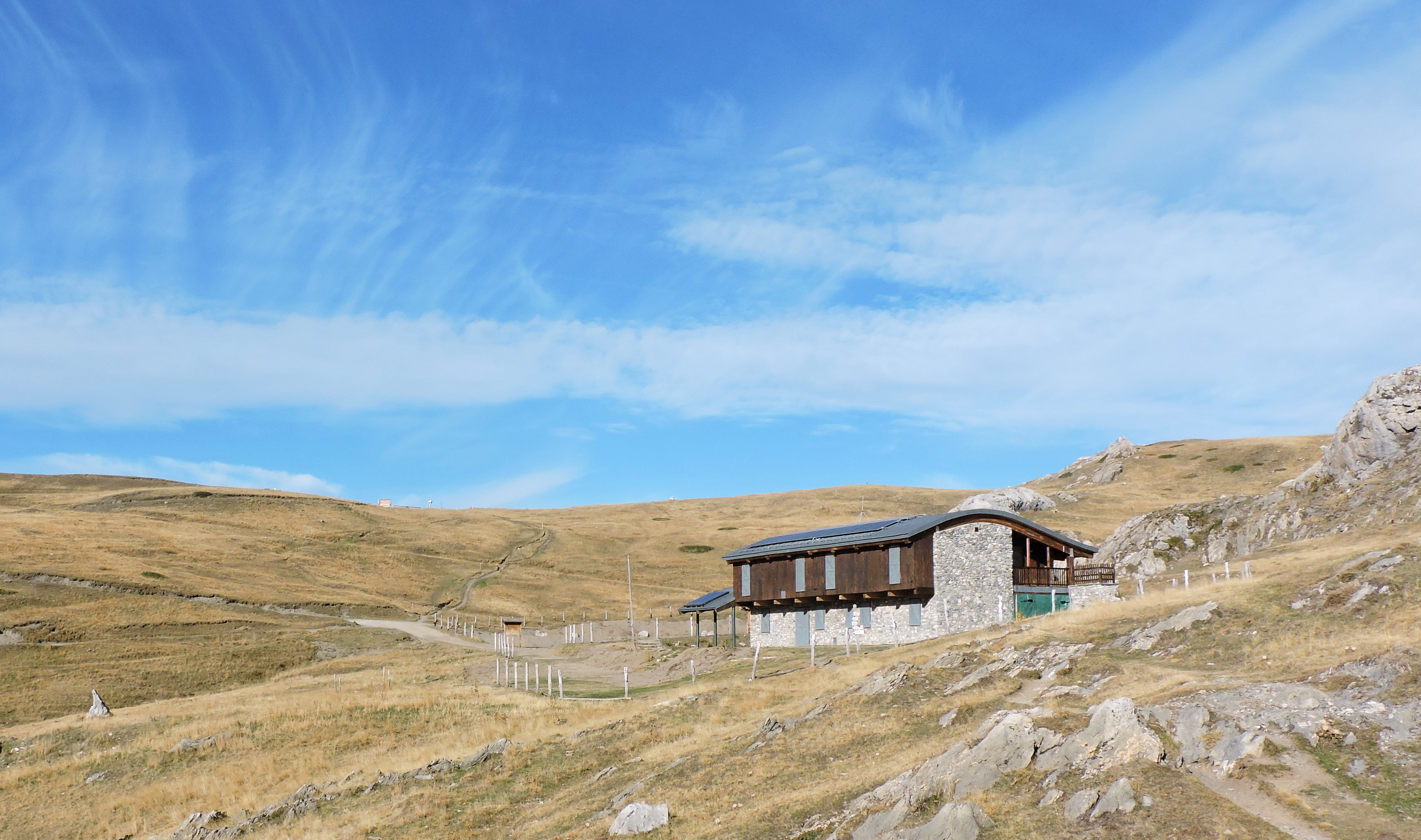
Il rifugio e il Colle dei Signori

Attualmente il rifugio è un edificio in muratura con il tetto ricurvo; si trova a breve distanza dalla vecchia costruzione metallica degli Anni Sessanta. I 46 posti letto disponibili sono divisi in quattro camerate. A causa della scarsa disponibilità di acqua dovuta all'aridità dell'ambiente carsico circostante la possibilità di fare la doccia à soggetta a limitazioni. Il locale invernale dispone di 6-9 posti letto, oltre che di panche e tavoli; non è fornito di riscaldamento, ed è accessibile nei periodi di chiusura del rifugio. 

## Accessi
- Il classico accesso pedonale al rifugio è da Carnino Superiore (Briga Alta, Alta Val Tanaro), percorrendo la mulattiera con segnavia A3.
- Un altro accesso è tramite la strada sterrata ex-militare Limone - Monesi, che collega il vicino Colle dei Signori con il Colle di Tenda e con Monesi di Triora.[9]

## Ascensioni
- Punta Marguareis (2651 m)
- Cima Pian Ballaur (2604 m)
- Monte Bertrand (2482 m)
- Cima di Pertegà (2404 m)
- Cima di Gaina (2400 m)
- Cima Capoves (2260 m)

## Traversate
- Rifugio Havis De Giorgio - Mondovì (1761 m)
- Capanna Morgantini (2316 m ) (capanna speleologica)
- Capanna Saracco-Volante (2200 m ) (capanna speleologica)

Il rifugio Don Barbera si trova sia sul percorso del Giro del Marguareis che della Grande Traversata delle Alpi, nella tappa tra il Rifugio Havis De Giorgio e Limonetto.